# Indadesha achterbergi
Indadesha achterbergi är en stekelart som beskrevs av Donald L.J. Quicke 1986. Indadesha achterbergi ingår i släktet Indadesha och familjen bracksteklar. Inga underarter finns listade i Catalogue of Life.